# Golfe de la Revellata
Le golfe de la Revellata est un golfe de la mer Méditerranée qui se situe  sur la commune de Calvi en Haute- Corse (région de Corse). C'est un site d'écopage privilégié pour les bombardiers d'eau. C'est aussi un sanctuaire sous-marin qui compte parmi les lieux de plongée les plus réputés de Corse : gorgones, corail rouge, mérous, murènes... trouvent ici des lieux de prédilection qui font le bonheur des plongeurs. Toute la diversité des fonds marins corses de trouve concentrée ici.
Depuis le belvédère de la Revellata ( 3,3 km après la sortie de Calvi sur la route de Galéria), on a une vue étendue sur le golfe et la presqu'île. 

## Géographie
Le golfe, en forme de V, est situé à l'ouest de Calvi et à l'est de la presqu'île de la Revelatta. Il est séparé du golfe de Calvi par la presqu'île occupée par le centre-ville de Calvi et la citadelle.
De petite dimension, ses deux extrémités sont la pointe de la Revellata et la pointe Saint-François au nord de Calvi. 
Le rivage rocheux est parsemé de criques. L'Alga, une plage de sable, occupe le fond  du golfe à côté du hameau de Grotta Niella. Une autre plage se niche dans l'anse de l'Oscelluccia au nord de la pointe éponyme. La petite plage du Roncu est située à gauche de la pointe Saint-François. 
Un sentier littoral, donnant accès aux criques, longe le rivage sur toute sa longueur jusqu'à l'extrémité de la Revellata  où se situe un phare et une station de recherches océanographiques.
La presqu'île, orientée sud-nord sur une longueur de 2,5 km est terminée par un îlot. Elle culmine au Capu Belloni (169 m). Sa côte occidentale très escarpée est une succession d'anses et de pointes. 
Le golfe de Calvi étant parfois appréhendé dans sa plus grande dimension, la "baie" de la Revellata en fait alors partie tout comme la baie d'Algajo, de dimensions similaires, située à l'est.

## Mouillage
Les plaisanciers peuvent s'ancrer dans l'anse de l'Alga à l'abri des vents de sud-ouest (Libeccio) et sur la partie nord de la pointe d'Oscellucia ; la partie sud de cette pointe abrite des vents du nord (Tramontane).
Le petit port sous la pointe nord de la Revellata, au pied du phare est le port privé pour la station de recherches sous-marines et océanographiques de Calvi  et n'est donc pas utilisable.

## Protection
Le Conservatoire du Littoral a acquis 66,5 ha de terrain sur le site REVELLATA  englobant la  totalité des rives inhabitées du golfe entre la pointe de la Revellata et la Punta Vaccaja, cette dernière étant incluse dans le périmètre protégé. La presqu'île est également une ZNIEFF de type 2.

## Galerie

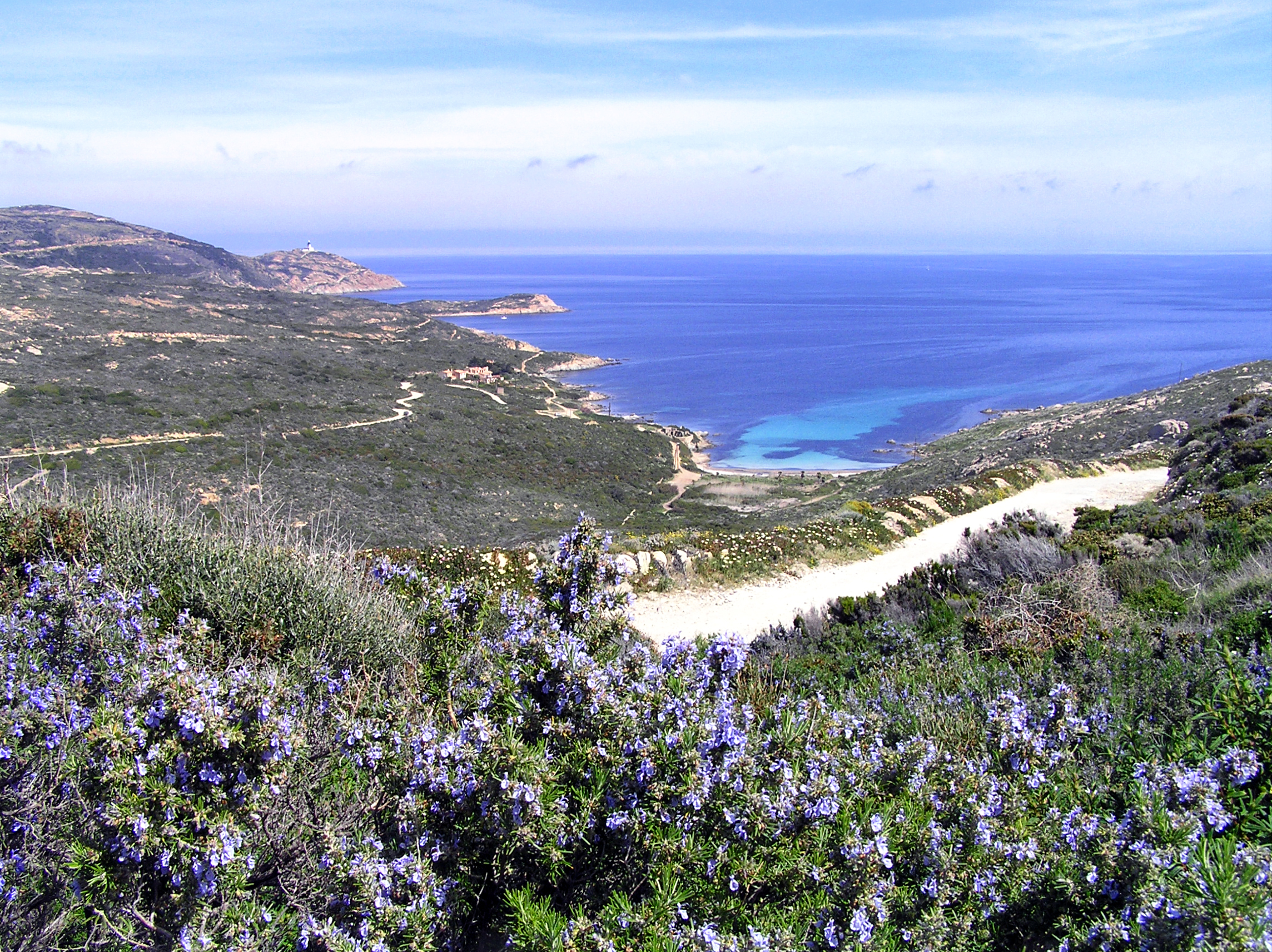
Plage de l'Alga.
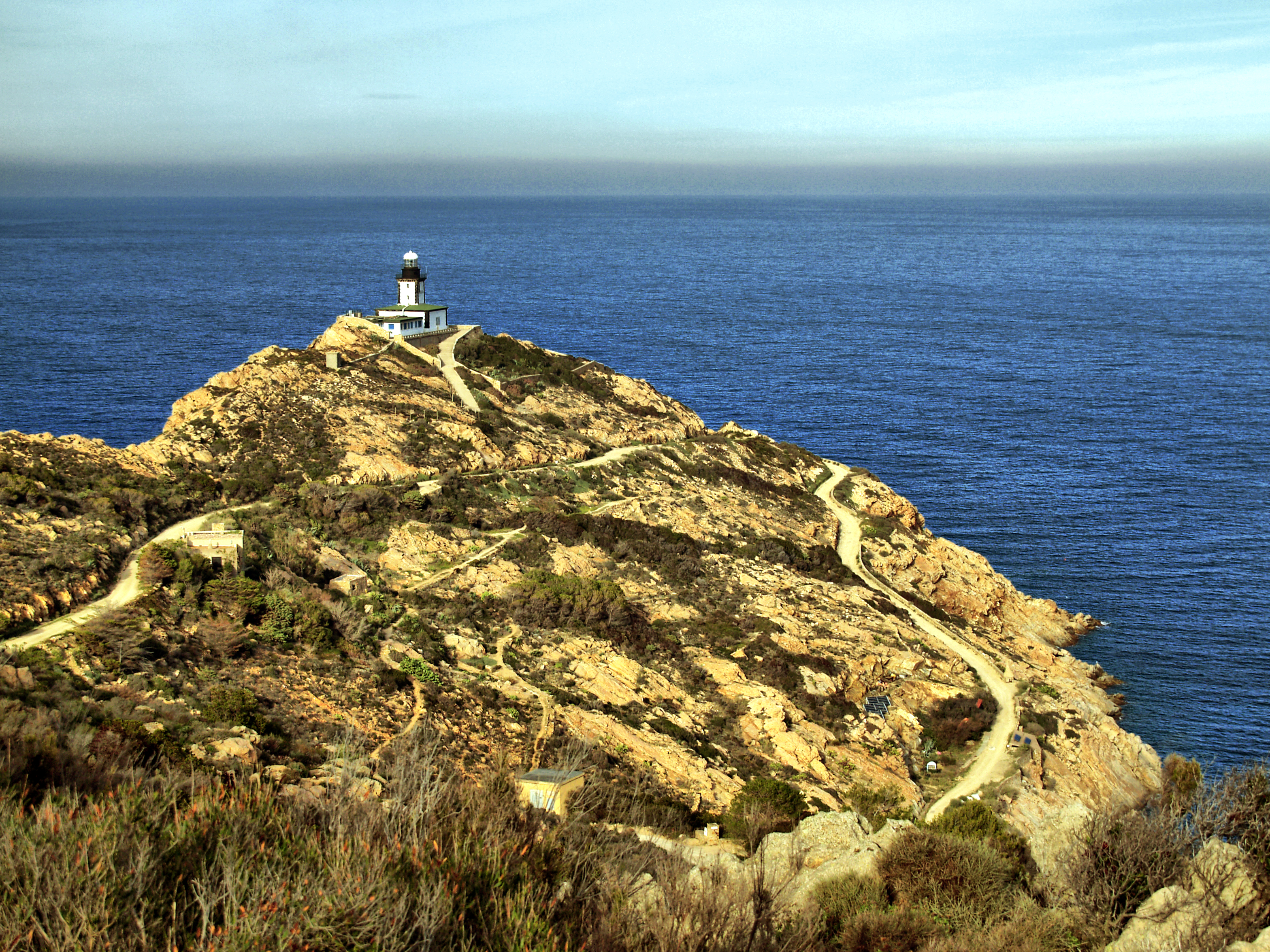
Phare.
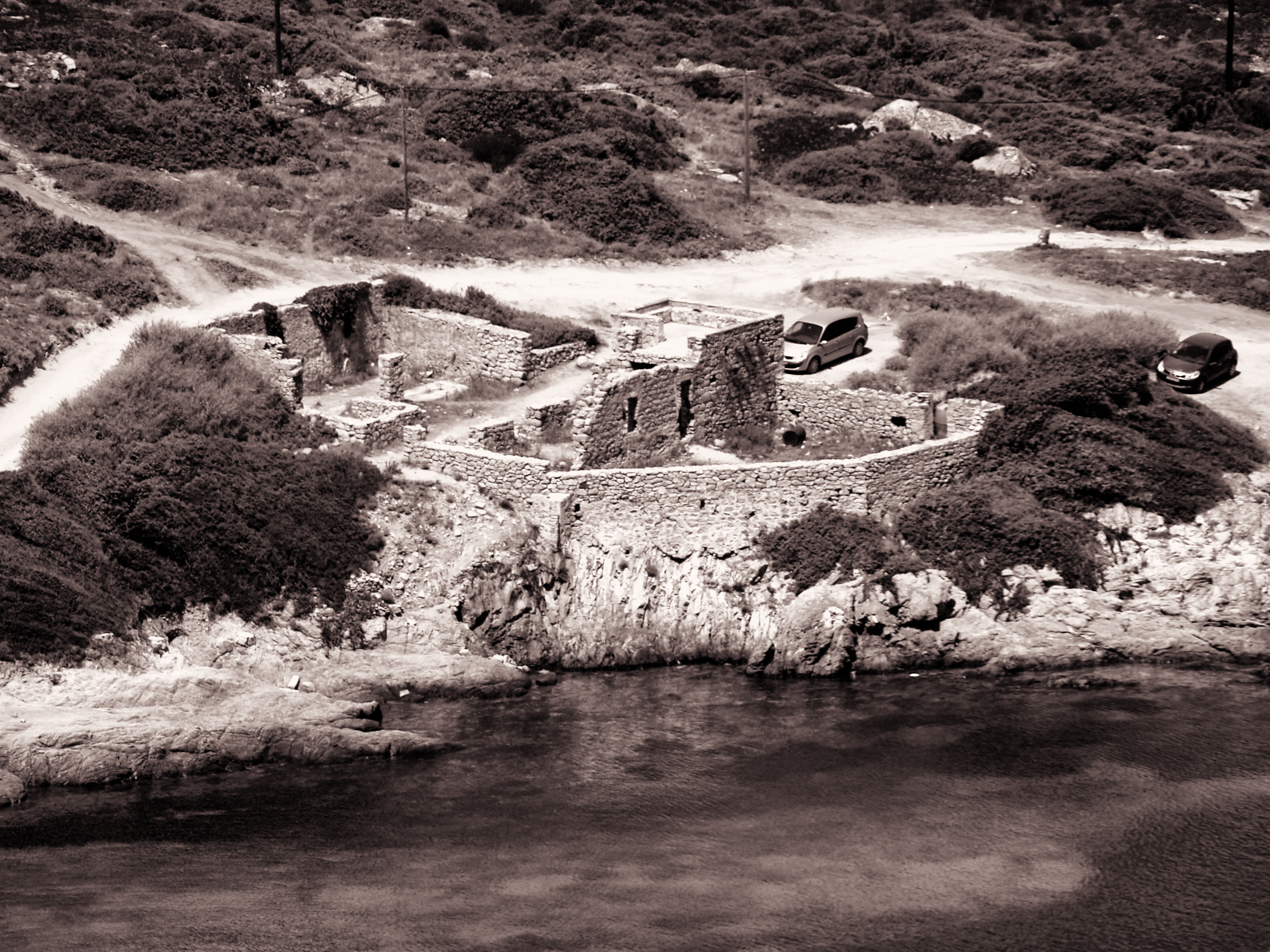
Ruines de la maison du prince Pierre Bonaparte à Grotta Niella.
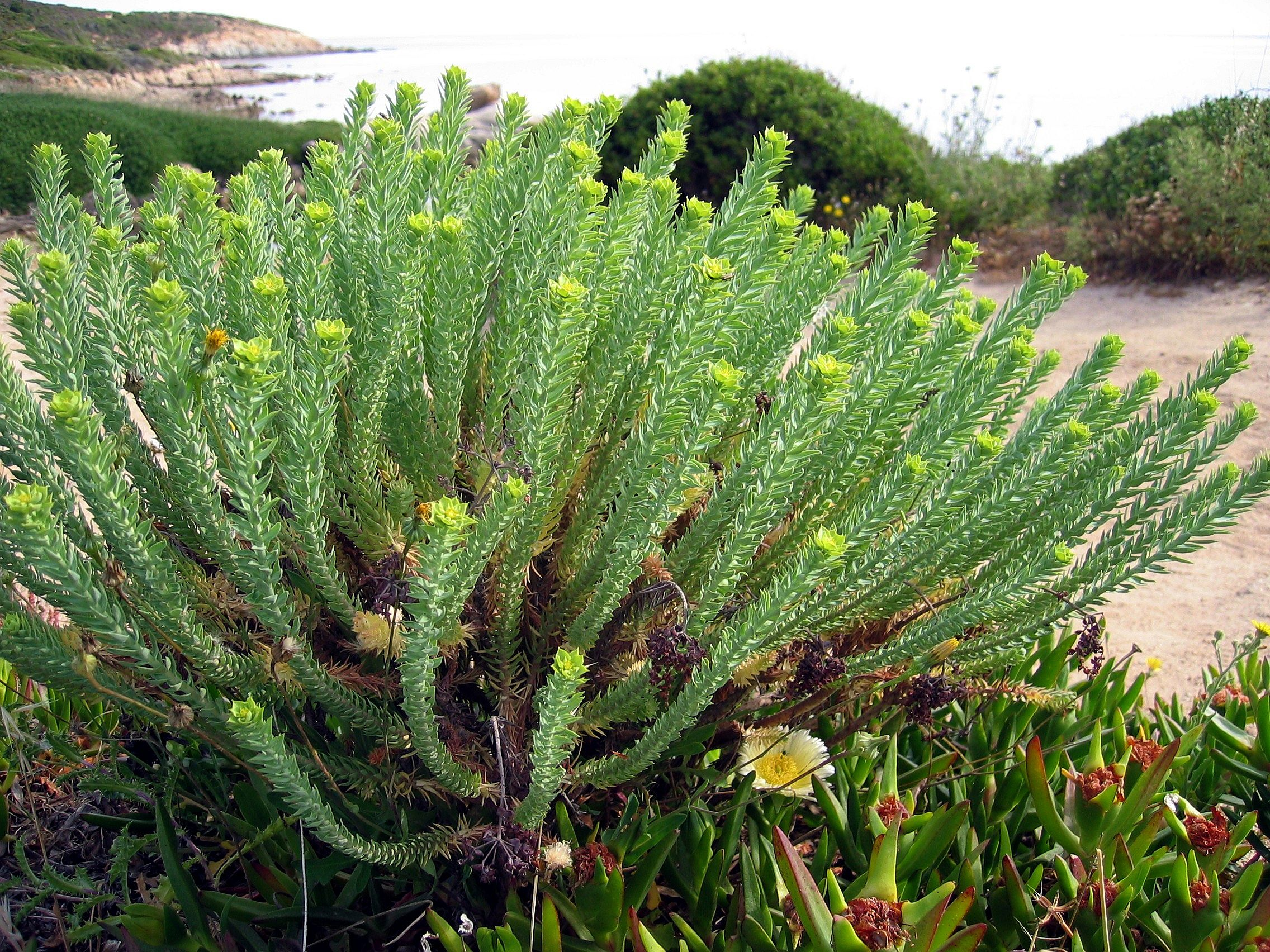
Euphorbe des dunes.
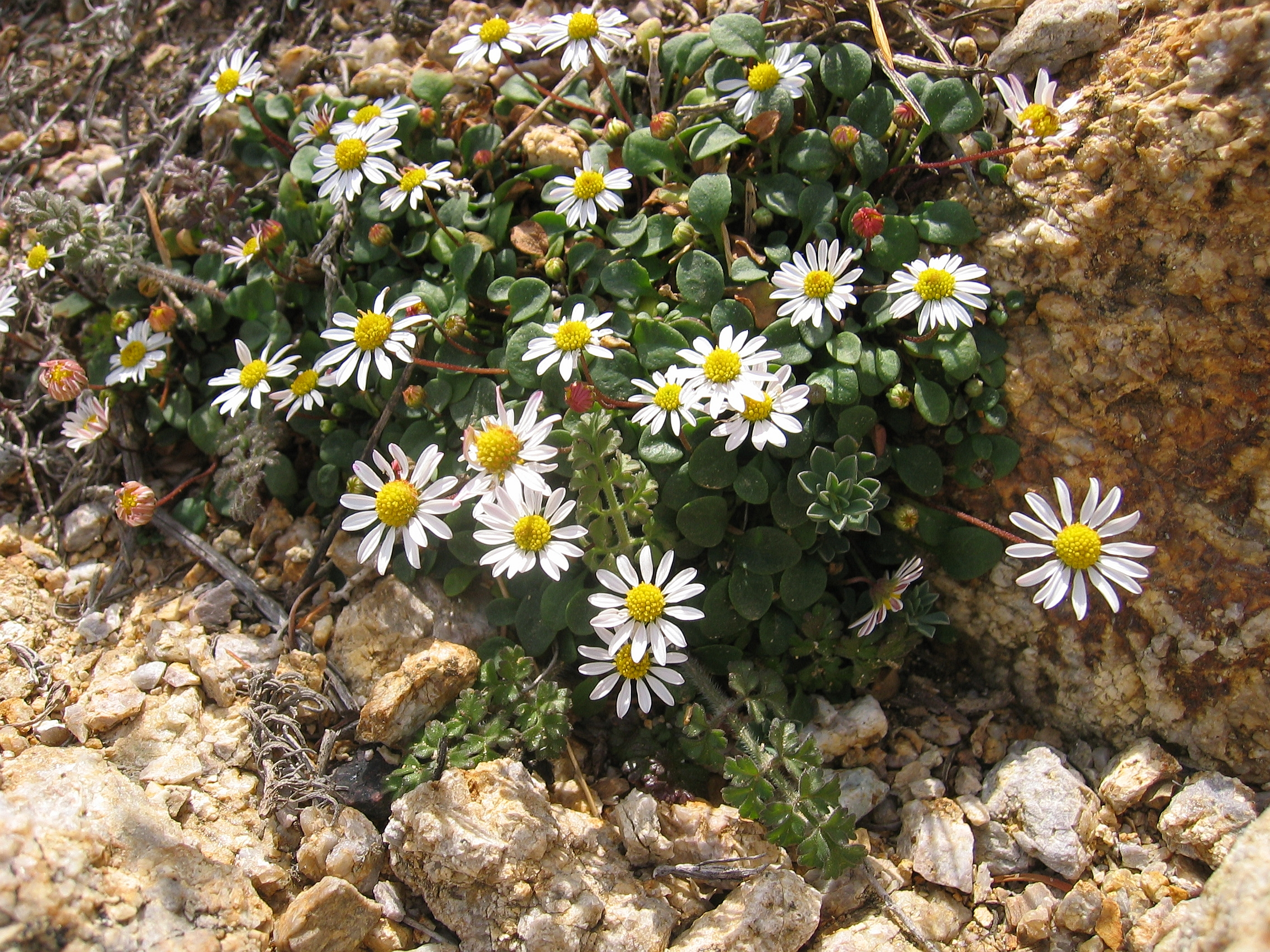
Pâquerette à feuilles spatulées.
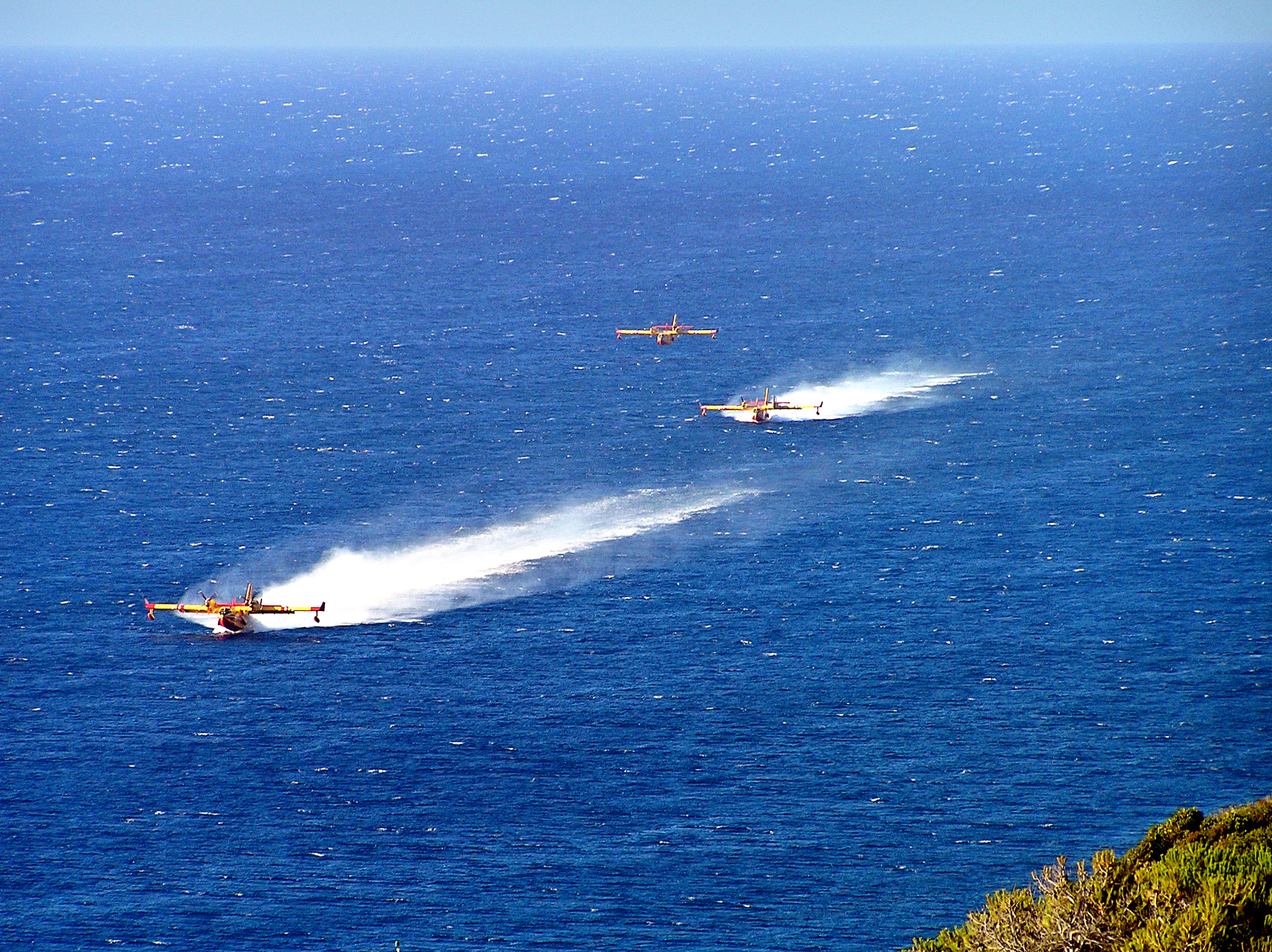
Trois "Canadairs" écopant dans le golfe.